# 夏目雅达利
夏目雅達利株式會社（Natsume Atari Inc.），是一家日本電子遊戲、手機遊戲開發和發行公司。其前身Natsume株式會社（Natsume Inc.）创建於1987年10月20日，2013年與「株式會社雅達利」（日本一家弹珠机公司，與美國的遊戲公司雅達利沒有關聯）合併後改為現名。總部位於東京都新宿区高田馬場2-14-9明芳大樓3樓，現在位於大阪府。其美國分部仍繼承Natsume這個名稱和品牌標誌，全稱為Natsume有限公司（Natsume Inc.），現位於加利福尼亞州伯靈格姆 。

Natsume株式會社時期的標誌，目前仍在美國分部使用

在FC和SFC時代，Natsume發行了數款知名動作遊戲，如《S.C.A.T.》、《荒野之槍》和《赤影戰士》。
之後，Natsume在1997年於北美以《Harvest Moon》命名發行了由Marvelous（原Amccus和勝利互動軟件）製作的《牧場物語》系列。2014年由Marvelous在美國的子公司Xseed Games接手牧場物語系列於北美發行權並改名為《Story of Seasons》，Natsume持有的《Harvest Moon》（豐收之月）命名權保留並繼續推出牧場模擬類遊戲系列作（與牧場物語系列已無任何關連）。

## 遊戲
- 八犬伝
- 東方見文録
- 鳥人戰隊噴射人
- 金剛戰士
- 百獣戰隊
- 忍風戰隊
- 最終任務
- 忍者戰士
  - 忍者戰士 戰士歸來
- 赤影戰士
- Wild Guns
- 鋼彈THE BATTLE MASTER
- 新機動戰記W ENDLESS DUEL
- S.C.A.T.
- 超激力戰鬥車
- 徽章戰士
- 魔法老師
- 海賊戦隊
- 北斗神拳 世紀末救世主伝説(PS版)
- 機動戰士鋼彈 SEED (PS2版)
- 機動戰士鋼彈 SEED DESTINY  (GBA版)
- 足球小將翼(PS2版)
- 魁！！男塾
- 中国雀士 東風
- 麻雀RPG
- 浪人劍心 明治剣客浪漫譚
- 奇奇怪界系列
- 豐收之月系列（1997年至2012年間是牧場物語系列於北美發行商）
- 全日本摔角系列
- 下野正希 Fishing To Bsssing
- Amazing Penguin
- 真職棒野球-中央聯盟篇
- 東京魔人學園剣風帖 (NDS版)
- 逆転裁判123 成歩堂セレクション
- 哥吉拉-GODZILLA- (PS3版)

## 歷史
- 1987年10月20日，Natsume株式會社創建於東京都新宿區[1]。
- 1988年5月，Natsume有限公司創建於美國舊金山[1]。
- 2002年10月，株式會社雅達利（株式会社アタリ）創建於大阪市北區[1]。
- 2013年10月1日，Natsume株式會社與株式會社雅達利合併，成立夏目雅達利株式會社。[4]